# Гривіца (комуна, Васлуй)
Гривіца (рум. Grivița) — комуна у повіті Васлуй в Румунії. До складу комуни входять такі села (дані про населення за 2002 рік):
- Гривіца (1564 особи) — адміністративний центр комуни
- Одая-Бурсукань (638 осіб)
- Трестіана (1353 особи)

Комуна розташована на відстані 227 км на північний схід від Бухареста, 53 км на південь від Васлуя, 110 км на південь від Ясс, 86 км на північ від Галаца.

## Населення
За даними перепису населення 2002 року у комуні проживали 5403 особи.
Національний склад населення комуни:
| Національність | Кількість осіб | Відсоток |
| -------------- | -------------- | -------- |
| румуни         | 5401           | > 99,9%  |
| німці          | 1              | < 0,1%   |
| греки          | 1              | < 0,1%   |

Рідною мовою назвали:
| Мова      | Кількість осіб | Відсоток |
| --------- | -------------- | -------- |
| румунська | 5401           | > 99,9%  |
| німецька  | 1              | < 0,1%   |

Склад населення комуни за віросповіданням:
| Релігія       | Кількість осіб | Відсоток |
| ------------- | -------------- | -------- |
| православні   | 5341           | 98,9%    |
| старообрядці  | 42             | 0,8%     |
| п'ятдесятники | 11             | 0,2%     |
| адвентисти    | 4              | 0,1%     |
| атеїсти       | 4              | 0,1%     |
| римо-католики | 1              | < 0,1%   |

## Зовнішні посилання
- Дані про комуну Гривіца на сайті Ghidul Primăriilor [Архівовано 3 лютого 2013 у Wayback Machine.]